# Іванищево (Вологодська область)
Іванищево — село в Росії, належить до Междуреченського району Вологодської області. Згідно з переписом населення 2010 року в селі не було постійних мешканців, як і в приблизно чверті всіх сіл Вологодської області

## Історія
Сучасне село складається з ліквідованого села Кочково та Іванищева. На кладовищі Кочкова у XIX столітті існувала дерев'яна церква Леонтія Ростовського. В Іванищеві у 1880-ті була кам'яна церква Благовіщення. Священиком Кочковської Леонтіївської церкви з 27 січня 1850 року був Євген Миколайович Введенський. Він заснував церковно-приходську школу, у якій сам викладав. Неодноразово нагороджувався керівництвом єпархії. У 1871–1889 роках був депутатом училищного з'їзду.
У 1890 році уродженець села син священника Микола Введенський організував у ньому бібліотеку для селян. У 1906 році за його допомогою було відкрито селянську школу в Кочковому. Зберігся дерев'яний будинок Введенських, на якому розміщено меморіальну дошку вченому. В будинку була бібліотека. Село в кінці 1980-х років спустіло, бібліотека закрилася.
1924 року була створена Іванищевська сільська рада, яка проіснувала до 1969 року, коли її центр було перенесено до сусіднього Шуйського.
У селі знаходиться пам'ятка регіонального значення «Могила професора М. Є. Введенського». Пам'ятку створено 30 грудня 1958 року рішенням № 760 виконавчого комітету Вологодської обласної Ради.

## Відомі люди
- Введенський Микола Євгенович - російський фізіолог, професор Петербурзького університету, народився й помер у селі Кочкове, що його приєднано до Іванищева